# نيل فولي
نيل فولي (بالإنجليزية: Neil Foley)‏ هو مؤرخ أمريكي، ولد في 30 يوليو 1949.